# Alan Gilzean
Alan John Gilzean (né le 23 octobre 1938 à Coupar Angus en Écosse et mort le 8 juillet 2018) est un footballeur écossais.
Il fait partie du Scottish Football Hall of Fame depuis 2009, lors de la sixième session d'intronisation.

## Biographie

### Dundee
Alan Gilzean commence sa carrière dans le club junior local de Coupar Angus des Dundee Violet avant de rejoindre Dundee en janvier 1956 à 17 ans en amateur. Il signe en pro et fait ses débuts en 1957–58. Il marque en tout plus de 100 buts en championnat et gagne le titre en 1961–62, ainsi que les demi-finales de la Coupe d'Europe 1963 la saison suivante, la finale de coupe d'Écosse en 1964, perdue 3–1 contre les Rangers.
Le 3 avril 2009, Alan Gilzean est introduit au Hall of Fame de Dundee.

### Tottenham Hotspur
Ses performances lors du match mémorial attirent les dirigeants des Spurs qui cherchent un remplaçant à Bobby Smith. Gilzean rejoint le club du nord de Londres en décembre 1964 pour 72 500 £, et fait ses débuts à domicile contre Everton.
Gilzean devient un buteur prolifique et créatif, formant une paire d'attaquants avec Jimmy Greaves. Ils remportent la FA Cup en 1967, et Gilzean reste un titulaire indiscutable même malgré l'arrivée de la concurrence avec Martin Chivers en 1968, arrivé de Southampton.
Après le départ de Greaves pour West Ham United en mars 1970, Gilzean et Chivers forment un nouveau duo de buteurs, et gagnent la coupe, le championnat en 1971, une finale de coupe UEFA en 1972 perdue contre Wolverhampton Wanderers et une victoire en coupe de la ligue en 1973.
La saison 1973–74 est la dernière saison professionnelle de Gilzean. Elle se termine par une défaite en finale de la coupe UEFA contre le Feyenoord Rotterdam. 
Il annonce sa retraite pendant une tournée sur l'Île Maurice et est récompensé en novembre 1974 par un trophée en reconnaissance de ses services au club de Tottenham.

### Afrique du Sud
Après sa retraite, il joue en Afrique du Sud pendant trois mois.

### Carrière internationale
Gilzean fait ses débuts avec l'Écosse en novembre 1963 contre la Norvège après avoir joué avec l'équipe espoirs à trois occasions. Il joue 4 fois dans l'année qui suit et inscrit 2 buts à White Hart Lane lors d'une sélection contre les Spurs lors d'un match en la mémoire de l'Écossais John White, mort dans de tragiques circonstances en juillet 1964.
Gilzean honore 17 sélections avec l'Écosse durant sa période avec les Spurs. 
Il inscrit 12 buts en 22 matchs avec l'équipe d'Écosse entre 1963 et 1971. 
Le 15 novembre 2009, il est introduit au Scottish Football Hall of Fame.

### Entraîneur
Après une brève période en Afrique du Sud, il retourne en Angleterre pour entraîner Stevenage Athletic.

### Vie après le football
Il travaille quelque temps dans une compagnie de transports à Enfield.

## Statistiques à Tottenham
- First Division : 343 matchs, 93 buts
- FA Cup : 40 matchs, 21 buts
- League Cup : 28 matchs, 6 buts
- Europe : 28 matchs, 13 buts
- Total : 439 matchs, 133 buts

## Buts internationaux
| N. | Date             | Lieu                           | Adversaire           | But | Résultat | Compétition                         |
| -- | ---------------- | ------------------------------ | -------------------- | --- | -------- | ----------------------------------- |
| 1  | 11 avril 1964    | Hampden Park, Glasgow          | Angleterre           | 1–0 | 1–0      | BHC 1964                            |
| 2  | 12 mai 1964      | Niedersachsen Stadion, Hanovre | Allemagne de l'Ouest | 1–2 | 2–2      | Amical                              |
| 3  | 12 mai 1964      | Niedersachsen Stadion, Hanovre | Allemagne de l'Ouest | 2–2 | 2–2      | Amical                              |
| 4  | 25 novembre 1964 | Hampden Park, Glasgow          | Irlande du Nord      | 2–1 | 3–2      | BHC 1965                            |
| 5  | 2 octobre 1965   | Windsor Park, Belfast          | Irlande du Nord      | 1–0 | 2–3      | BHC 1966                            |
| 6  | 2 octobre 1965   | Windsor Park, Belfast          | Irlande du Nord      | 2–2 | 2–3      | BHC 1966                            |
| 7  | 22 novembre 1967 | Hampden Park, Glasgow          | Pays de Galles       | 1–0 | 3–2      | BHC 1968 / Qualifications euro 1968 |
| 8  | 22 novembre 1967 | Hampden Park, Glasgow          | Pays de Galles       | 2–2 | 3–2      | BHC 1968 / Qualifications euro 1968 |
| 9  | 17 décembre 1968 | Lefkosia, Nicosie              | Chypre               | 1–0 | 5–0      | Qualifications mondial 1970         |
| 10 | 17 décembre 1968 | Lefkosia, Nicosie              | Chypre               | 3–0 | 5–0      | Qualifications mondial 1970         |
| 11 | 3 mai 1969       | The Racecourse Ground, Wrexham | Pays de Galles       | 3–2 | 5–3      | BHC 1969                            |
| 12 | 22 octobre 1969  | Volksparkstadion, Hambourg     | Allemagne de l'Ouest | 2–2 | 2–3      | Qualifications mondial 1970         |

## Palmarès
Dundee
- 1961–62 : Championnat d'Écosse

 Tottenham Hotspur
- 1967 : FA Cup (2–1 Chelsea)
- 1971 : League Cup (2–0 Aston Villa)
- 1972 : Coupe UEFA (2–1, 1–1 Wolverhampton Wanderers)
- 1973 : League Cup (1–0 Norwich City)

- 2009 :  Introduit au Scottish Football Hall of Fame